# Ixodes succineus
Ixodes succineus är en fästingart som beskrevs av Weidner 1964. Ixodes succineus ingår i släktet Ixodes och familjen hårda fästingar. Inga underarter finns listade i Catalogue of Life.